# Battaglia di Roccasecca
La battaglia di Roccasecca è stato un evento bellico del 19 maggio 1411, svoltosi nei pressi di Roccasecca, lungo il fiume Melfa, affluente del Liri, che vide contrapposti gli eserciti di Luigi II d'Angiò-Valois e Ladislao d'Angiò-Durazzo.

## Antefatti
Nel 1410 Luigi II d'Angiò-Valois, alla sua seconda venuta nel Regno di Napoli, aveva liberato Roma dall'occupazione delle truppe di Ladislao d'Angiò-Durazzo e si preparava nel maggio del 1411 ad affrontare nuovamente il sovrano napoletano ponendo l'accampamento a Ceprano. D'altro canto, Ladislao, muovendo da Capua (nel cui viaggio morì Cecco del Borgo, uno dei suoi uomini più valorosi), aveva posto l'accampamento nelle campagne situate sotto Roccasecca, così da avere il campo nemico a circa 1 miglio di distanza, separato dal fiume Melfa, affluente del Liri. Le forze dei due avversari erano numericamente pressoché eque, tuttavia Ladislao disponeva dei migliori uomini d'arme italiani dell'epoca, come Ardizzone da Carrara, Betto da Lipari, Conte da Carrara, Guidantonio da Montefeltro, Jacopo Caldora, Manfredo da Barbiano ed Obizzo da Carrara, mentre Luigi faceva affidamento all'esperienza militare di Muzio Attendolo Sforza, Braccio da Montone, Paolo Orsini, Niccolò Piccinino e Gentile da Monterano, quest'ultimo reduce da un brutto episodio con il sovrano napoletano.

## La battaglia
La battaglia si svolse il 19 maggio lungo le rive del fiume Melfa e durò dai vespri fino a notte fonda. Ladislao fece vestire con vesti reali Sergianni Caracciolo e altri sei condottieri del suo esercito e ciò non bastò a disorientare le truppe nemiche che grazie alle schiere di Muzio Attendolo Sforza riuscirono a compiere un'ampia mossa aggirante e a sopraffarlo. L'esercito di Ladislao fu quindi scompaginato e il sovrano napoletano giunse con altri fuggitivi alle tre di notte a piedi a Roccasecca, dove riuscì a procurarsi alcuni cavalli e a rifugiarsi e barricarsi con essi a Cassino, all'epoca denominata San Germano. I soldati di Luigi catturarono 400 cavalieri nemici, tra cui Angelo Simonetta, Antonio Acquaviva, Ardizzone da Carrara, Baordo Pappacoda, Bartolomeo da Pirano, Betto da Lipari, Braga da Viterbo, Conte da Carrara, Daniele da Castello, Nicola di Vitolo, Nicolò da Celano, Obizzo da Carrara, Ottino Caracciolo, Ottino de Caris, Perdicasso Barile, Pietro "Camiso" Barile, Raimondo Origlia, Restaino Cantelmo e Sergianni Caracciolo, che per riottenere la libertà furono costretti ad autoriscattarsi per alte somme.

## Conseguenze
Nonostante l'inaspettata vittoria Luigi non seppe infliggere il colpo definitivo all'avversario, che ebbe tutto il tempo per riorganizzarsi. Il 12 luglio Luigi rientrò a Roma, ma il 3 agosto la mancanza di denaro e il malcontento dei suoi condottieri lo costrinsero a tornare definitivamente in Provenza. Ladislao poté così proseguire indisturbato la sua campagna di conquista dell'Italia, che tuttavia non portò a termine poiché morì prematuramente il 6 agosto 1414.